# Grand Prix Formule 1 van Marokko

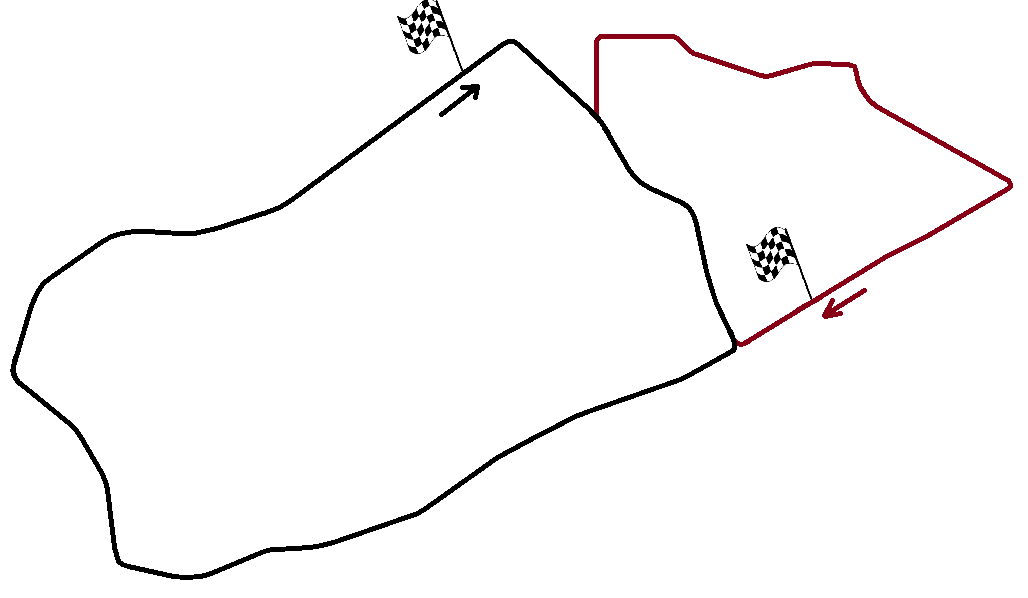
Anfa Circuit (bruin)
Ain-Diab Circuit (zwart)

De Grand Prix van Marokko was een race uit het Formule 1-kampioenschap die één keer meetelde voor het kampioenschap, in 1958. Deze race, verreden op het Ain-Diab-circuit in Ain Diab, werd gewonnen door Stirling Moss. De race was ook meerdere malen het toneel van een niet-kampioenschapsronde, in de eerste jaren ook bekend als de Grand Prix van Casablanca.

## Winnaars van de Grands Prix
- Een roze achtergrond geeft aan dat deze race onderdeel was van de Grand Prix-seizoenen tot 1949 of een niet-kampioenschapsronde vanaf 1950.

| Jaar        | Coureur              | Constructeur       | Locatie            | Verslag            |
| ----------- | -------------------- | ------------------ | ------------------ | ------------------ |
| 1958        | Stirling Moss        | Vanwall            | Ain Diab           | Verslag            |
| 1957        | Jean Behra           | Maserati           | Ain Diab           | Verslag            |
| 1956        | Maurice Trintignant  | Ferrari            | Agadir             | Verslag            |
| 1955        | Mike Sparken         | Ferrari            | Agadir             | Verslag            |
| 1954        | Giuseppe Farina      | Ferrari            | Agadir             | Verslag            |
| 1953 - 1935 | Race niet gehouden   | Race niet gehouden | Race niet gehouden | Race niet gehouden |
| 1934        | Louis Chiron         | Alfa Romeo         | Anfa               | Verslag            |
| 1933        | Race niet gehouden   | Race niet gehouden | Race niet gehouden | Race niet gehouden |
| 1932        | Marcel Lehoux        | Bugatti            | Anfa               | Verslag            |
| 1931        | Stanislas Czaykowski | Bugatti            | Anfa               | Verslag            |
| 1930        | Charles Bénitah      | Amilcar            | Anfa               | Verslag            |
| 1929        | Race niet gehouden   | Race niet gehouden | Race niet gehouden | Race niet gehouden |
| 1928        | E. Meyer             | Bugatti            | Casablanca         | Verslag            |
| 1927        | G. Roll              | Georges Irat       | Casablanca         | Verslag            |
| 1926        | R. Meyerl            | Bugatti            | Casablanca         | Verslag            |
| 1925        | Comte de Vaugelas    | Delage             | Casablanca         | Verslag            |

1925 · 1926 · 1927 · 1928 · 1930 · 1931 · 1932 · 1934 · 1954 · 1955 · 1956 · 1957 · 1958